# Agonum renoanum
Agonum renoanum är en skalbaggsart som beskrevs av Thomas Casey. Agonum renoanum ingår i släktet Agonum och familjen jordlöpare. Inga underarter finns listade i Catalogue of Life.